# Wheatland (Indiana)
Wheatland es un pueblo ubicado en el condado de Knox en el estado estadounidense de Indiana. En el Censo de 2010 tenía una población de 480 habitantes y una densidad poblacional de 452,02 personas por km².

## Geografía
Wheatland se encuentra ubicado en las coordenadas 38°39′48″N 87°18′23″O / 38.66333, -87.30639. Según la Oficina del Censo de los Estados Unidos, Wheatland tiene una superficie total de 1.06 km², de la cual 1.06 km² corresponden a tierra firme y (0%) 0 km² es agua.

## Demografía
Según el censo de 2010, había 480 personas residiendo en Wheatland. La densidad de población era de 452,02 hab./km². De los 480 habitantes, Wheatland estaba compuesto por el 97.92% blancos, el 0.21% eran afroamericanos, el 0.21% eran amerindios, el 0% eran asiáticos, el 0% eran isleños del Pacífico, el 0% eran de otras razas y el 1.67% pertenecían a dos o más razas. Del total de la población el 2.92% eran hispanos o latinos de cualquier raza.